# Cumia
Cumia là một chi ốc biển, là động vật thân mềm chân bụng sống ở biển trong họ Buccinidae.

## Các loài
Các loài trong chi Cumia gồm có:
- Cumia adjuncta (Iredale, 1929)
- Cumia alfredensis (Bartsch, 1915)
- Cumia bednalli (Brazier, 1875)
- Cumia brazieri (Angas, 1869)
- Cumia clavula Watters, 2009[2]
- Cumia lucasi (Bozzetti, 2007)
- Cumia mestayerae (Iredale, 1915)
- Cumia reticulata (Blainville, 1829)
- Cumia schoutanica (May, 1910)
- Cumia simonis (Bozzetti, 2004)